# Gare de Fraisses - Unieux
La gare de Fraisses - Unieux  est une gare ferroviaire française de la ligne de Saint-Georges-d'Aurac à Saint-Étienne-Châteaucreux, située sur le territoire de la commune de Fraisses, à proximité d'Unieux, dans le département de la Loire, en région Auvergne-Rhône-Alpes.
C'est une halte voyageurs de la Société nationale des chemins de fer français (SNCF), desservie par des trains TER Auvergne-Rhône-Alpes.

## Situation ferroviaire
Établie à 451 m d'altitude, la gare de Fraisses - Unieux est située au point kilométrique (PK) 121,300 de la ligne de Saint-Georges-d'Aurac à Saint-Étienne-Châteaucreux, entre les gares ouvertes d'Aurec et de Firminy. C'était une gare de bifurcation avec la ligne de Saint-Just-sur-Loire à Fraisses - Unieux, partiellement déclassée.

## Histoire
En 2016, la gare avait une fréquentation de 456 voyageurs.

## Service des voyageurs

### Accueil
Halte de la SNCF, c'est un point d'arrêt non géré (PANG) à entrée libre.

### Desserte
Fraisses - Unieux est desservie par des trains TER Auvergne-Rhône-Alpes, qui effectuent des missions entre la gare et celle de Saint-Étienne-Châteaucreux et, dans l'autre sens, vers la gare de Bas-Monistrol.

### Intermodalité
Un parc pour les vélos et un parking pour les véhicules sont aménagés à ses abords.
La gare est desservie par le réseau STAS, avec la ligne 32.